# Закомар'я (зупинний пункт)
Закома́р'я — пасажирський залізничний зупинний пункт Рівненської дирекції Львівської залізниці розташований на двоколійній електрифікованій змінним струмом лінії Здолбунів — Красне.
Розташований біля села Закомар'я Золочівського району Львівської області між станціями Ожидів-Олесько (6 км) та Красне (10 км).
На зупинному пункті зупиняються приміські поїзди.